# فيتوريو سالا
فيتوريو سالا (بالإيطالية: Vittorio Sala)‏ هو كاتب سيناريو ومخرج إيطالي، ولد في 1 يوليو عام 1918، في باليرمو في إيطاليا، وتوفي في 11 مايو عام 1996، في روما في إيطاليا.

## وصلات خارجية
- فيتوريو سالا على موقع IMDb (الإنجليزية)
- فيتوريو سالا على موقع ألو سيني (الفرنسية)
- فيتوريو سالا على موقع أول موفي (الإنجليزية)
- فيتوريو سالا على موقع قاعدة بيانات الأفلام السويدية (السويدية)
- فيتوريو سالا على موقع قاعدة بيانات الفيلم (الإنجليزية)
- فيتوريو سالا على موقع كينوبويسك (الروسية)